# حالة الزواج (مسلسل تلفزيوني بريطاني)
حالة الزواج هو مسلسل تلفزيوني كوميدي بريطاني، بثته قناة سندانس في الفترة من 6 إلى 17 مايو 2019 و يعرض في الشرق الأوسط علي شبكة او أس إن.
تقوم أحداث المسلسل في تتبع الشخصيتين لويز وتوم اللذين يلتقيان في الحانة مباشرة قبل جلسة العلاج الزوجي الأسبوعية. كل حلقة تعرض كيف كانت حياتهما، وما الذي جذب أحدهما للآخر، وما الذي بدأ في تفريقهما.

## طاقم العمل والشخصيات
- روزاموند بايك في دور لويز
- كريس أودود في دور توم

## العرض

### التسويق
صدرت صورة «النظرة الأولى» من المسلسل في 10 أكتوبر 2018.

### العرض الأول
عرض لأول مره خلال مهرجان سندانس السينمائي لعام 2019 في 28 يناير 2019.

## روابط خارجية
- حالة الزواج على موقع IMDb (الإنجليزية)
- حالة الزواج على موقع ميتاكريتيك (الإنجليزية)
- حالة الزواج على موقع روتن توميتوز (الإنجليزية)
- حالة الزواج على موقع كينوبويسك (الروسية)
- حالة الزواج على موقع قاعدة بيانات الفيلم (الإنجليزية)

- الموقع الرسمي
- حالة الزواج  في قاعدة بيانات الأفلام على الإنترنت (بالإنجليزية)